# (6577) Torbenwolff
(6577) Torbenwolff ist ein Asteroid des Hauptgürtels, der am 7. November 1978 von den US-amerikanischen Astronomen Eleanor Helin und Schelte John Bus am Palomar-Observatorium (IAU-Code 675) auf dem Gipfel des  hohen Palomar Mountain etwa 80 Kilometer nordöstlich von San Diego entdeckt wurde.
Der Asteroid wurde am 18. August 2016 nach dem dänischen Zoologen Torben Wolff (1919–2017) benannt, der von 1950 bis 1952 an Bord der Galathea an der dänischen Tiefseeexpedition um die Welt mitwirkte und von 1980 bis 1983 sowie von 1990 bis 1993 Direktor des dänischen Aquariums war.